# Tour de Pennsilvània
El Tour de Pennsilvània va ser una cursa ciclista per etapes que es disputa a l'estat de Pennsilvània, als Estats Units d'Amèrica. La seva única edició formà part del calendari de l'UCI Amèrica Tour.

## Palmarès
| Any  | Vencedor       | Segon                 | Tercer          |
| ---- | -------------- | --------------------- | --------------- |
| 2008 | David Veilleux | Christoff van Heerden | Stefano Barberi |